# Rois Omleblochel
Le rois Omleblochel, ou simplement l'Omleblochel car rois signifie « montagne », est une colline de la Bloody Nose Ridge, située sur l'île de Peleliu dans l'État du même nom aux Palaos.

## Géographie
L'Omleblochel fait partie de la portion des monts Umurbrogol, au sud de la Bloody Nose Ridge.

## Géologie
Le mont est principalement composé de calcaire.